# 舞鶴線
舞鶴線（日语：／ Maizuru sen */?）是一條連結日本京都府綾部市綾部車站與舞鶴市東舞鶴車站的鐵路線，由西日本旅客鐵道（JR西日本）擁有與經營，在JR的定義中屬地方交通線等級。起建於20世紀初期的舞鶴線，原本是為了連結日本海軍舞鶴鎮守府所在地、舞鶴軍港而鋪設的運補路線，但今日已成為舞鶴市等沿線城市的商務交通動線，與遊客欲至丹後、若狹等地區觀光時所利用的交通管道。
在終點東舞鶴車站，小濱線與舞鶴線的軌道雖可直通，但兩線的定期班次列車並不會互相直通運行，僅小濱線夜間的末班車會運行至舞鶴線的西舞鶴車站過夜停放，作為隔天一早開往敦賀車站的首班車。

## 路線資料
- 管轄（事業類別）：西日本旅客鐵道（第一種鐵道事業者）
- 路線距離（營業距離）：26.4公里
- 軌距：1,067毫米（窄軌）
- 站數：6個（包括起終點站）
  - 若只限屬於舞鶴線的車站，屬於山陰本線的綾部站[1]則為5個。
- 複線路段：沒有（全線單線）
- 電氣化路段：全線（直流電1,500 V）
- 閉塞方式：單線自動閉塞式
- 最高速度：95公里/小時
- 運轉指令所（日语：運転指令所）：福知山運輸指令室

## 車站列表
- 停靠站

- 普通：停靠所有車站
- 特急：參見「舞鶴號列車」

- 軌道（全線單線） … ◇：可進行列車交會，｜：不可列車交會
- 所有車站都位於京都府內

| 中文站名 | 日文站名 | 英文站名 | 站間營業距離 | 累計營業距離 | 接續路線                              | 軌道 | 所在地 |
| -------- | -------- | -------- | ------------ | ------------ | ------------------------------------- | ---- | ------ |
| 綾部     |          |          | -            | 0.0          | 西日本旅客鐵道： 山陰本線             | ◇    | 綾部市 |
| 淵垣     |          |          | 5.3          | 5.3          |                                       | ｜   | 綾部市 |
| 梅迫     |          |          | 2.9          | 8.2          |                                       | ◇    | 綾部市 |
| 真倉     |          |          | 7.3          | 15.5         |                                       | ◇    | 舞鶴市 |
| 西舞鶴   |          |          | 4.0          | 19.5         | WILLER TRAINS（京都丹後鐵道）：宮舞線 | ◇    | 舞鶴市 |
| 東舞鶴   |          |          | 6.9          | 26.4         | 西日本旅客鐵道：小濱線                | ◇    | 舞鶴市 |

綾部站、西舞鶴站、東舞鶴站3站是JR西日本直營站，淵垣站、梅迫站、真倉站3站是無人站。

### 廢除路段
站名以廢除時為準。（貨）表示貨物站。（）內的數字是起點起計的營業距離（舞鶴港線、中舞鶴線的營業距離參見路線條目）。
貨物支線（舞鶴港線）
西舞鶴站－（貨）舞鶴港
支線（中舞鶴線）
東舞鶴－北吸－中舞鶴
貨物支線
東舞鶴站（0.0公里）－（貨）東舞鶴港站（1.3公里）

## 通過列車
在舞鶴線上運行的優等列車包含：
- 舞鶴：行駛於京都 — 東舞鶴間的JR西日本特急列車。
- 丹後發現號（タンゴディスカバリー）：行駛於京都 — 東舞鶴、豐岡、福知山等站之間的北近畿丹後鐵道特急列車。

## 外部連結
- JR西日本路線圖 （页面存档备份，存于）（日語）